# قنیره پاشایوا
قنیره پاشایوا (به ترکی آذربایجانی: Qənirə Ələsgər qızı Paşayeva) فرزند علی عسگر متولد ۲۴ مارس سال ۱۹۷۵ در روستای دوز قرقلی از توابع ناحیه تووز است.
وی یکی از سیاستمداران نامدار زن آذربایجانی است. وی همچنین در مذاکره ای مربوط به نسل‌کشی ارامنه که در برنامه میدان سیاست شبکه تلویزیونی شو تی وی ترکیه صورت گرفت، حضور داشته است.
پاشایوا دارای دو مدرک تحصیلی پزشکی اطفال از دانشگاه علوم پزشکی آذربایجان و همچنین مدرک حقوق بین‌الملل از دانشگاه دولتی باکو است. وی به زبان‌های ترکی آذربایجانی٬ انگلیسی٬ روسی و ترکی استانبولی تسلط دارد.
قنیره در سال ۱۹۹۸ در شرکت ANS televiziya به عنوان گزارشگر، خبرنگار، ویراستار، سردبیر ارشد، ویرایشگر، معاون دبیر و غیره مشغول به کار بود و در سال ۲۰۰۵ به عنوان رئیس روابط عمومی بنیاد حیدر علی‌اف منصوب گردید. در تاریخ ۶ نوامبر سال ۲۰۰۵ به عنوان عضو مجلس از حوزه انتخاباتی شماره ۱۰۵ تووز انتخاب شد و در حال حاضر عضو پارلمان آذربایجان و عضو هیئت نمایندگی جمهوری آذربایجان در مجمع پارلمانی اتحادیه اروپا است.
قنیره پاشایوا مجرد است.
به گزارش Axar.az، خانم قنیره پاشایئوا در تاریخ ۲۳ سپتامبر، حوالی ساعت ۰۳:۰۱، به مرکز فوریت های پزشکی بیمارستان مرکزی منطقه آبشرون مراجعه کرده و به توصیه پزشکان بستری شده بود.
در خصوص بیماری خانم پاشایئوا، یک وضعیت هیپوتونیک با منشا ناشناخته تشخیص داده شد. با وجود تمام اقدامات لازم توسط متخصصان، نجات جان این نماینده مجلس امکان پذیر نشد.و در تاریخ 28 سپتامبر 2023 معادل 6 مهر 1402 فوت نمود.